# VC Kapellen
VC Kapellen – belgijski klub siatkarski z Kapellen. Od sezonu 2010/2011 występuje w najwyższej klasie rozgrywek klubowych (Belgijskiej Lidze Siatkówki).